# Sándor-palota (Esztergom)
Az esztergomi Sándor-palota a belvárosban, a Jókai utca 1. szám alatt, a Bottyán János utca, és a IV. Béla király utca találkozásánál álló műemléki épület. A rendszerváltás után ez volt az Alkotmánybíróság székhelyének felajánlott épület.

## Története

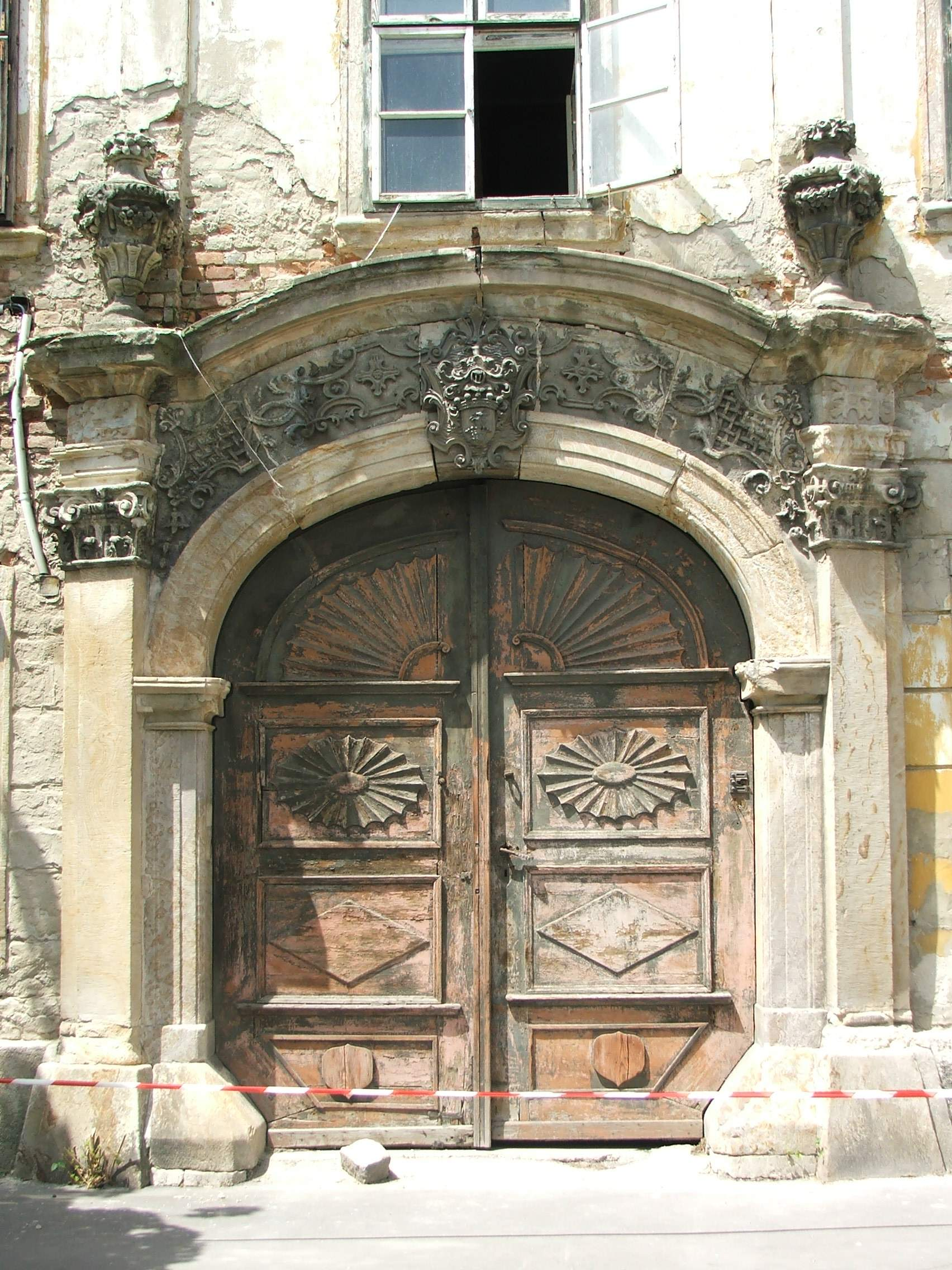
A kapu 2010-ben

A ház helyén Bottyán János serfőzdéje állt. (A király 1698-ban szabad italmérést biztosított neki.) A telken talált pincében rendezte be ideiglenes serfőzőjét a köbölkúti birtokán épülő sörfőző elkészültéig. Ekkor egy vesszőfonatból és sárból hevenyészett szalmafödeles épület állt a telken, ami a köbölkúti épület felépülésével elhagyottá vált. Bottyán vagyonának elkobzása után Kukländer Ferenc városparancsnoké lett, akitől Papes Ádám, a városőrséghez tartozó alezredes vette meg, és vályogházat épített ide. Az ő özvegye, Kosztolányi Erzsébet adta el 1718-ban gróf Sándor Menyhért alispánnak, akinek a fia, Mihály 1723-ban új épületet emelt egy ismeretlen esztergomi kőműves mesterrel. Sándor Mihály összesen kilencezer forintot költött a házra, amit 1740-es években átépítettek. Az 1770-es években, Sándor Mihály fia, Antal kibővítette, és mai formájára alakíttatta, feljegyzései szerint kétezer forintot költött rá. Jövedelmei növelésére 1778-ban nyilvános fogadót nyitott itt. Ez volt a gróf Sándor család Esztergom megyeszékhelyi lakása, ami 1806-ig maradt a család tulajdonában. A 19. század elején Kamenszky István Elek nevű fia vette meg az épületet. Ettől fogva a Kamenszky család volt a tulajdonos, akik Esztergom neves polgárai voltak. Ők a palotán csak kisebb változtatásokat hajtottak végre, belső tereken nem módosítottak. A 19. század elejéből származik az épület déli szárnyának végében levő torony. Ez idő tájt épült a kert végében jelenleg is látható, de meglehetősen rossz állapotban található kerti pavilon, ami kápolnaként funkcionált. Az Esztergom és Vidéke 1905. június 22-ei számában arról tudósít, hogy négy hivatal, a kir. adóhivatal, a számvevői kirendeltség, a pénzügyi biztosság és pénzügyőrség október hó 15-én a Kamenszky-féle házba költöznek. 1931-től az Országos Szent Gellért Egyesület tartott kultúrösszejöveteleket a ház Szent Gellért-kápolnája előtt. A második  világháború után államosították, a földszinten, az emeleten és az udvari földszintes szárnyban (melléképület) állami bérlakásokat alakítottak ki. Az épület felújítására több alkalommal történtek próbálkozások a 80-as években, de csak apróbb javításokat végeztek.
A rendszerváltás után a bérlakásokat kiürítették és Esztergom Város Önkormányzata a Magyar Köztársaság Alkotmánybíróságának adta át. Felújítása után a testület székhelye lett volna. A tetőszerkezetet felújíttatták, de végül nem vették birtokba az épületet. A romos épület 2002 és 2021 között az önkormányzat tulajdona volt, amit 2021 novemberében a MOL Új Európa Alapítványának értékesítettek 105 millió forintért. A jövőben a palota az alapítvány székhelyeként fog szolgálni.

## Leírása
A Sándor-palota egy kétszintes, barokk saroképület. Homlokzata hét tengelyes, a kapuzat díszes keretezésű, kosár-íves, a középtengelyben nyíló. Zárókövén a Sándor család bárói címere látható, tehát 1723-1787 között kellett készülnie, mert 1787-ben Sándor Antal már új, grófi címert kapott. A kapuzat felett, széles, íves párkányzattal lezárt mező, melyben szalag ornamentikával alakított barokk stukkódísz kíséri a címert. A homlokzat síkjából előreugró párkányzatot a kapu két oldalán kettős félpillér tartja, felette egy-egy virágfüzéres, gyümölcsdíszes barokk kőváza látható. A kapu feletti ablakot volutás díszítésű stukkó ékesíti, az emelet kőkeretes ablakai plasztikus könyökökön ülnek, felettük enyhén ívelő szemöldökpárkány. Az ablakok közötti falsávok szalagszerű övpárkányon állnak. A koronázó párkány gazdagon profilozott. Az oldalhomlokzat öttengelyes. Az emeleti ablakokat kettős falsávok választják el egymástól. A falképek és díszítőfestések a 18. század végéről származnak.
A kert végében, a főbejárattal szemben található egy korai 19. századi kerti pavilon (volt kápolna), melynek tornáca faragott eklektikus részletképzésű oszlopokon nyugszik, köztük áttört, fűrészelt, csúcsívbe összefutó deszka homlokdísszel.

## Galéria

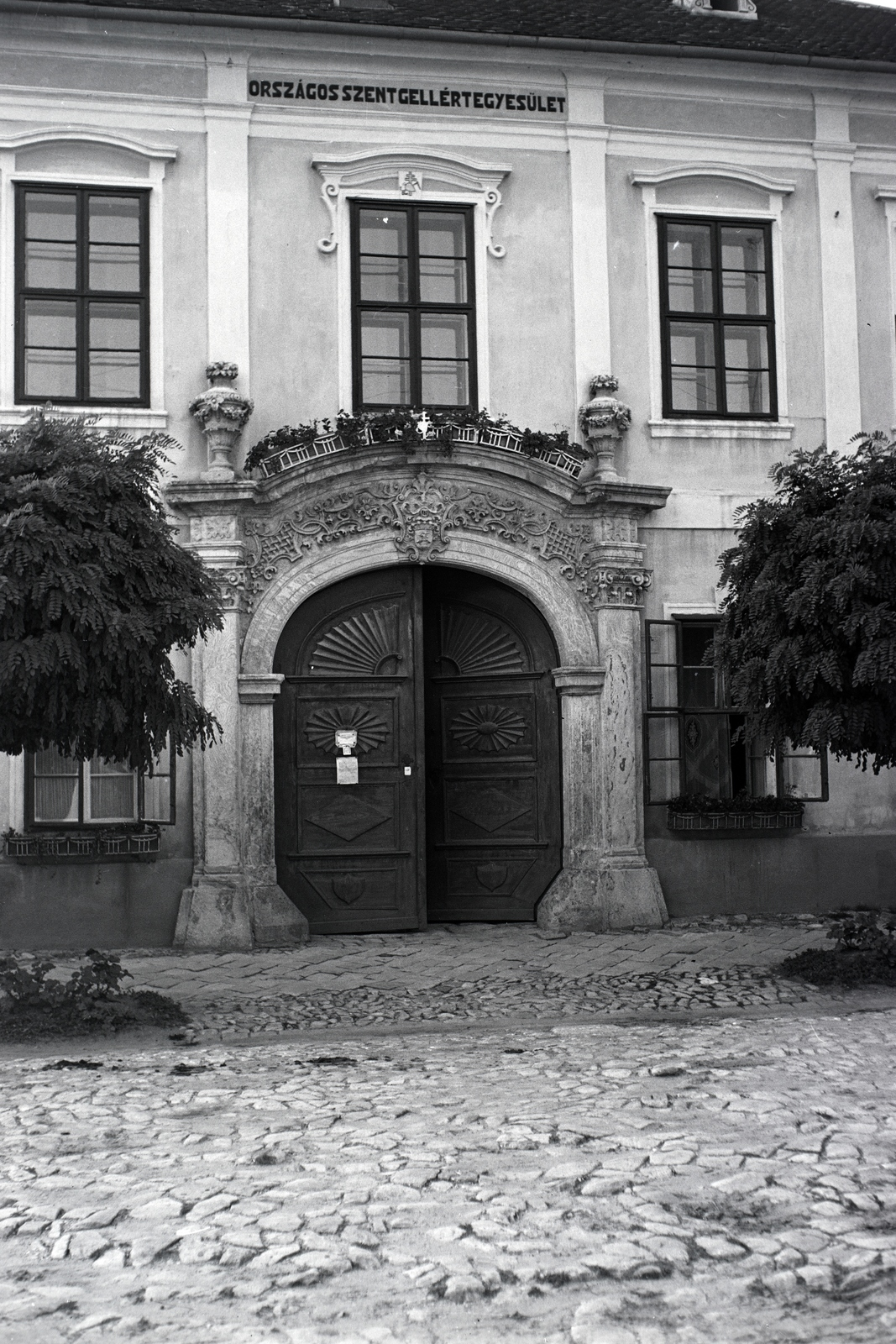
Az Országos Szent Gellért Egyesület székházaként
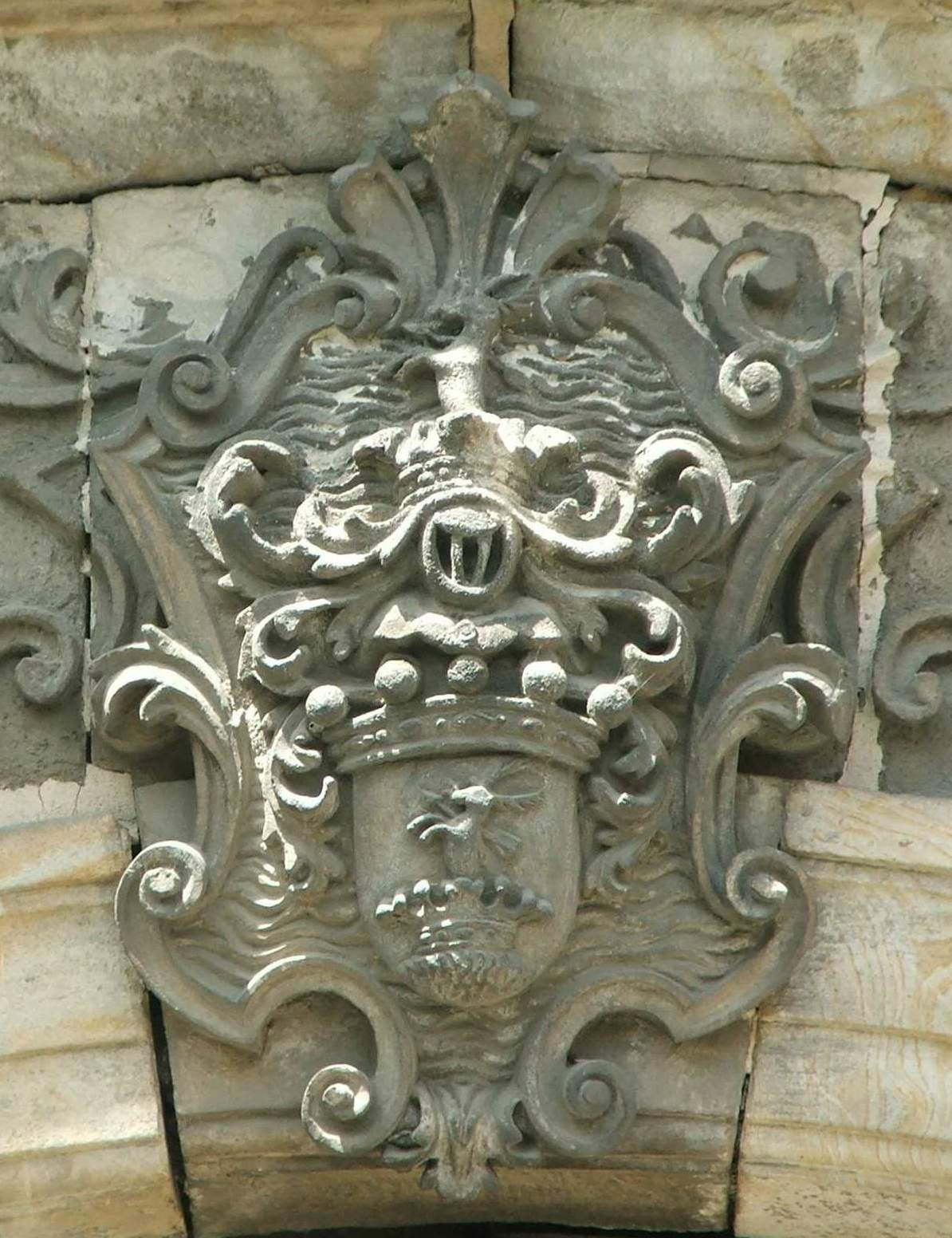
A Sándor család bárói címere